# Estadio Ramón Hernández
El Estadio Olímpico Ramón "Gato" Hernández, conocido anteriormente como Estadio 12 de Febrero, es una infraestructura deportiva dedicada al fútbol, aunque también cuenta con una pista de atletismo, forma parte del Complejo Polideportivo Buenos Aires.
Se encuentra en la ciudad de El Vigía, capital industrial del estado Mérida, al occidente venezolano; aunque geopoliticamente pertenece a un estado andino, su ubicación exacta le confiere características de la región del Lago por ubicarse a 130 m s. n. m. en una zona de pie de monte que cuenta con un clima muy cálido típico de la zona sur del Lago de Maracaibo. Sirve como sede desde el año 2001 al Fundación Atlético El Vigía Fútbol Club y posee una capacidad estimada en unos 12 mil espectadores aproximadamente.